# Коніярв Антон Олександрович
Анто́н Олекса́ндрович Ко́ніярв (ест. Anton Aleksandri p. Konijärv; 16 жовтня 1914 — травень 1993) — організатор сільськогосподарського виробництва, Герой Соціалістичної Праці (1958).
Обирався депутатом Верховної Ради СРСР 5-го скликання (1958—1962).

## Життєпис
Народився в селі Високе, нині Псковського району Псковської області Росії.
Протягом 1934—1941 років очолював один з колгоспів у Любимському районі Ярославської області РРФСР.
Учасник Другої світової війни: з 28 липня по 15 серпня 1941 року воював командиром відділення 3-ї Ленінградської добровольчої дивізії Ленінградського фронту, згодом — командир мінометного відділення 300-го стрілецького полку 7-ї Естонської стрілецької дивізії Калінінського фронту; після важкого поранення, яке отримав 10 грудня 1942 року в бою за Великі Луки, тривалий час лікувався; знову на фронті з 19 лютого 1944 року — командир відділення навчального батальйону 63-го Естонського запасного стрілецького полку Ленінградського фронту, сержант. У листопаді 1945 року демобілізований.
У 1945—1948 роках — директор радгоспу «Алатсківі» Тартуського району Естонської РСР.
З 1948 року — директор радгоспу «Курекюла» того ж району (з 1960 року — радгосп імені Леніна).
З 1978 року — на заслуженому відпочинку.

## Нагороди
Указом Президії Верховної Ради СРСР від 1 березня 1958 року «за видатні успіхи, досягнуті у справі розвитку сільського господарства по виробництву зерна, картоплі, м'яса, молока та інших продуктів сільського господарства, впровадження у виробництво досягнень науки і передового досвіду», Коніярву Антону Олександровичу присвоєне звання Героя Соціалістичної Праці з врученням ордена Леніна (№ 316508) і золотої медалі «Серп і Молот» (№ 8876).
Нагороджений двома орденами Леніна (01.03.1958, 12.12.1973), орденами Жовтневої Революції (08.04.1971), Вітчизняної війни 2-го ступеня (11.03.1985), Трудового Червоного Прапора (01.10.1965, 27.12.1976), Слави 2-го (30.05.1951) та 3-го (30.06.1945) ступеня, медалями, а також Почесною Грамотою Президії Верховної Ради Естонської РСР (14.05.1954).
Заслужений працівник сільського господарства Естонської РСР (1974).